# 16064 Davidharvey
16064 Davidharvey è un asteroide Amor della fascia principale. Scoperto nel 1999, presenta un'orbita caratterizzata da un semiasse maggiore pari a 2,8518140 UA e da un'eccentricità di 0,5888056, inclinata di 4,53600° rispetto all'eclittica.